# Juan Francisco Martínez Modesto
Juan Francisco Martínez Modesto, més conegut com a Nino (Vera, 10 de juny de 1980) és un exfutbolista professional andalús que jugava com a davanter.
En 14 temporades, va disputar un total de 571 partits i 194 gols en Segona Divisió principalment amb l'Elx CF. A La Liga, hi va jugar amb el Llevant UE, CD Tenerife, CA Osasuna i Elx CF.

## Trajectòria
Debutà amb 17 anys a l'Elx CF a 2aB la temporada 1998/99, deixant aquest club la temporada 2005/06 per fitxar pel Llevant UE. És el jugador que més gols ha marcat amb la samarreta de l'Elx. Amb el conjunt granota debutà a primera divisió, hi disputà 19 partits i hi anotà un gol.
Va jugar amb el Club Deportivo Tenerife, on arribà cedit per una temporada i acabà fitxant per tres. A les files de l'equip canari ha aconseguit guanyar el Trofeu Pitxitxi i el Trofeu Zarra com a màxim golejador de Segona Divisió a la temporada 2008/09, en la qual l'equip tinerfeny aconseguí l'ascens a primera divisió.
El juliol de 2013, durant la pretemporada de la 2013-14 va fer-se un trencament del lligament encreuat anterior (LCA) del genoll dret, segons l'informe mèdic facilitat després de les proves radiològiques realitzades per l'Osasuna.
El 3 de gener de 2021, a 40 anys, Nino va disputar el partit de lliga que l'Elx CF va guanyar a fora per 1–0 contra l'Athletic Club i va esdevenir així el primer jugador en arribar als 700 partits jugats entre les dues divisions del futbol professional espanyol.
Nino va anunciar la seva retirada del futbol professional el 9 de juny de 2021, el dia del seu 41è aniversari.